# Carlos Valencia Miranda
Carlos Mario Valencia Miranda (* Cusco, 11 de abril de  1951),  es un ingeniero químico y político peruano. Ha sido alcalde del Cusco entre 1999 y 2006 y ocupó también el viceministerio de la Presidencia.

## Biografía
Nació en la ciudad del Cusco y cursó sus estudios primarios en el Centro Educativo 789 de la ciudad de Sicuani, departamento del Cusco, terminando la Secundaria en el Colegio Militar Francisco Bolognesi de Arequipa. En 1968 inició sus estudios profesionales de ingeniería química en la Universidad Nacional San Antonio Abad del Cusco obteniendo el título de ingeniero en enero de 1976. Su desarrollo laboral se dio tanto en el sector privado como en el público. En este último ocupó, entre febrero de 1994 y marzo de 1998, el cargo de Presidente del Consejo Transitorio de Administración Regional - CTAR Inka, organismo del primer proceso de descentralización nacional iniciado en el primer gobierno del Presidente Alan García Pérez. En marzo de 1998 ocupó por cinco meses el cargo de viceministro de la presidencia.

## Trayectoria política
Tras su paso por el Ministerio de la Presidencia, postuló en la elecciones municipales de 1998 al cargo de la alcaldía provincial del Cusco por el Movimiento Independiente Vamos Vecino. Obtuvo el triunfo con el 23.483% de los votos. En las elecciones del 2002 postuló a la reelección por el movimiento regional "Cusco en Acción" obteniendo el triunfo con el 28.339% de los votos y superando a Marina Sequeiros quien venía de ejercer la alcaldía distrital de San Miguel en la ciudad de Lima. En las elecciones del 2006 nuevamente se enfrentó a Sequeiros y perdió la elección al obtener el segundo lugar con el 18.274% de los votos. En las elecciones del 2010 tentó el cargo de Presidente Regional del Cusco por la agrupación Fuerza 2011 quedando en el noveno puesto con tan sólo el 3.185% de los votos.
En el año 2005 fundó la organización "Cusco en Acción" que posteriormente pasó a denominarse "Movimiento Regional Pueblo en Acción". Fue su representante legal hasta el 28 de enero del 2011 cuando se canceló la inscripción de dicha organización.